# Jornada Mundial de la Juventud 2000
La Jornada Mundial de la Juventud 2000 se celebró del 15 al 20 de agosto de 2000 en Roma. El evento se llevó a cabo durante el Año Santo del 2000 y es la decimoquinta edición.
El lema con el que el papa se refirió a la jornada fue "La Palabra se hizo carne y habitó entre nosotros" (Jn 1,14).
El papa Juan Pablo II eligió como lema de este Día Mundial de la Juventud, la frase lapidaria con la que el apóstol Juan expresa el misterio de Dios hecho hombre. De acuerdo con el apóstol Juan: "Lo que distingue la fe cristiana en todas las otras religiones es la certeza de que el hombre Jesús de Nazaret es el Hijo de Dios, la Palabra hecha carne, la Segunda Persona de la Trinidad entró en el mundo".

## Referencias

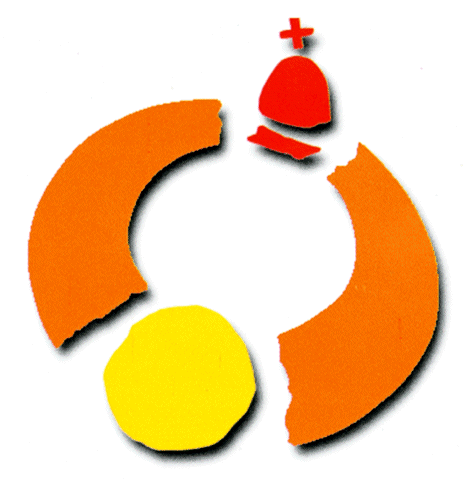
Logo de la Jornada Mundial de la Juventud Roma 2000

## Juan Pablo II
Después de haber atravesado los continentes, esta Cruz ahora vuelve a Roma trayendo consigo la oración y el compromiso de millones de jóvenes que en ella han reconocido el signo simple y sagrado del amor de Dios a la humanidad. Como sabéis, precisamente Roma acogerá la Jornada Mundial de la Juventud del año 2000, en el corazón del Gran Jubileo.
Mensaje de Juan Pablo II para la JMJ 2000, 29 de junio 1999